# Sophie Mereau

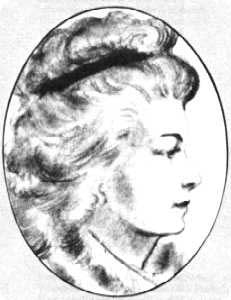
Sophie Mereau

Sophie Friederike Mereau, geborene Schubart, wiederverheiratete Brentano (* 27. März 1770 in Altenburg; † 31. Oktober 1806 in Heidelberg) war eine Schriftstellerin der deutschen Romantik.

## Leben
Sophie Schubart war die Tochter des herzoglich-sächsischen Obersteuerbuchhalters Gotthelf Heinrich Schubart (1722–1791) und dessen Frau Johanna Sophie Friederike, geborene Gabler (1745–1786). Die Töchter Sophie und Henriette (1769–1831) erhielten eine gute sprachliche und musische Ausbildung; Henriette Schubart war später eine namhafte Übersetzerin. Ihr Bruder Karl August (1785–1873) wurde Arzt.
Obwohl Sophie Schubart gegenüber der Ehe große Vorbehalte empfand, heiratete sie 1793 aus ökonomischen Gründen den Jenaer Bibliothekar und Juraprofessor Friedrich Ernst Carl Mereau, mit welchem sie seit 1787 befreundet war. Mit ihm hatte sie einen Sohn, Gustav, und eine Tochter, Hulda. Die Mereaus lebten in Jena, wo Sophie Mereau durch die Vermittlung ihres Ehemannes Friedrich Schiller kennenlernte. 1791 veröffentlichte sie erste Gedichte in Schillers Thalia. Im Hause der Mereaus verkehrten neben Schiller auch Jean Paul, Johann Gottfried Herder, Friedrich und Ludwig Tieck, Johann Gottlieb Fichte, Friedrich Schelling sowie August Wilhelm, Friedrich und Dorothea Schlegel.
Schiller erkannte ihr Talent, auch wenn er ihr aufgrund ihres Geschlechts nicht zugestand, tatsächlich Kunst zu schaffen („Ich muß mich doch wirklich darüber wundern, wie unsere Weiber jetzt, auf bloß dilettantischem Wege, eine gewisse Schreibgeschicklichkeit sich zu verschaffen wissen, die der Kunst nahe kommt.“). Er förderte sie, indem er ihre Gedichte in seiner Zeitschrift Die Horen und in seinem Musenalmanach abdruckte. Schiller beriet sie auch in Fragen des ästhetischen Geschmacks und in der Wahl des Genres. Ihre Lyrik entsprach der Vorstellung, die Schiller von der Naturlyrik hatte. Sophie Mereau unterwarf sich in ihren Gedichten dem Schillerschen Gebot des Symbolisierens. Für sie war Schiller zudem eine wichtige Vertrauensperson. Sie gab ihm gegenüber sehr viel von ihrer Ehe preis und Schiller wirkte immer wieder schlichtend und vermittelnd. Auch das Wesen betreffend, waren sich Sophie und Friedrich Schiller ähnlich. Beide hatten einen enormen Drang nach Freiheit.
Beruflich war sie erfolgreich; in ihrer Ehe aber nicht glücklich. Sie wollte die Ideale der Romantik leben und sehnte sich nach Liebe und Freiheit. Sie hatte mehrere Affären, unter anderem mit Johann Heinrich Kipp, Friedrich Schlegel und Clemens Brentano. Nach dem Tod ihres sechsjährigen Sohnes Gustav im Jahr 1800 lebte sie getrennt von ihrem Mann und ließ sich 1801 im Herzogtum Sachsen-Weimar scheiden. Gemeinhin gilt dies als die erste von einer Frau initiierte Scheidung im Herzogtum.
Gemeinsam mit ihrer Tochter, die ihr Mereau unüblicherweise überließ, baute sie sich in Camburg ein neues Leben auf. Sie konnte von ihrer literarischen Tätigkeit leben, so dass sie finanziell unabhängig war. Als sie von Clemens Brentano schwanger wurde, heiratete sie ihn im Jahr 1803. Durch Brentanos Eifersucht und besitzergreifende Art fühlte sie sich eine Zeit lang eingeschränkt. Einer Freundin schrieb Mereau, das Zusammenleben mit Brentano enthalte Himmel und Hölle, aber die Hölle sei vorherrschend. Das Ehepaar lebte zuerst kurz in Marburg und dann wieder in Jena, ab 1804 in Heidelberg.
Ende 1805 hatte Sophie Brentano mit ihrem fünften Kind eine Fehlgeburt und erkrankte infolgedessen. 1806 starb sie im Alter von 36 Jahren bei der Geburt ihres sechsten Kindes im Kindbett. Alle drei Kinder mit Brentano starben vor ihr selbst. Sie wurde in Heidelberg auf dem Armenfriedhof der Kirche St. Anna beigesetzt.

## Werk

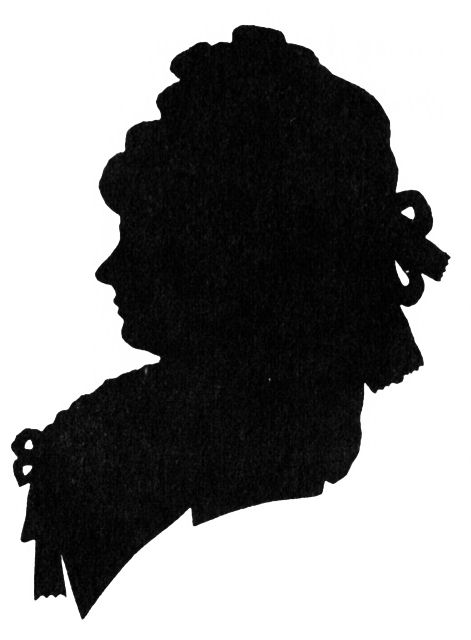
Scherenschnitt (um 1795)

Sophie Mereau veröffentlichte diverse Erzählungen und Essays, Gedichte und zwei Romane. Des Weiteren war sie Herausgeberin mehrerer Almanache und ab 1802 der Frauenzeitschrift Kalathiskos, die nach zwei Jahrgängen ihr Erscheinen einstellte. Auf Schillers Auftrag hin übersetzte sie Texte von de Staël aus dem Französischen. Weitere Übersetzungen und Bearbeitungen aus dem Französischen, Englischen und Italienischen legte sie ebenfalls vor, etwa die Übersetzung von Giovanni Boccaccios Fiammetta aus dem Italienischen und Passagen aus den Lettres Persanes, Die Prinzessin von Clèves oder Corneilles Cid aus dem Französischen.
In ihren beiden Romanen trat sie erst für das Recht der Frau auf freie Liebes- und Partnerwahl ein, im zweiten schilderte sie den Versuch einer Ehefrau, ihre Konvenienzehe zu lösen. Somit tragen beide autobiographische Züge:
- 1794 – Das Blüthenalter der Empfindung (Justus Perthes’ Verlagsbuchhandlung, Gotha)
- 1803 – Amanda und Eduard

Auch Kurzgeschichten wurden von Sophie Mereau verfasst. Vor allem Marie enthält auch biographische Züge, bzw. sie lässt sich gut mit Sophie Mereaus Leben vergleichen.
- 1798 – Marie
- 1800 – Elise
- 1806 – Flucht nach der Hauptstadt

Folgende Neuauflagen von Mereaus Schriften sind erhältlich:
- Das Blütenalter der Empfindung. DTV, 1997, ISBN 3-423-02388-0.
- Amanda und Eduard. Ein Roman in Briefen. Kore Verlag, 1993, ISBN 3-926023-36-8.
- Liebe und allenthalben Liebe (autobiographische Schriften und ausgewählte Werke). DTV, 1996, ISBN 3-423-59032-7.
- Ein Glück, das keine Wirklichkeit umspannt (Liebesgedichte). DTV, 1997, ISBN 3-423-02389-9.
- Lebe der Liebe und liebe das Leben  (Liebesbriefe zwischen Sophie Mereau und Clemens Brentano). Insel Verlag Frankfurt, 1983, ISBN 3-458-04799-9.
- Wie sehn’ ich mich hinaus in die freie Welt (Tagebuchaufzeichnungen). DTV, 1997, ISBN 3-423-02390-2.

Übersetzungen von ihr sind:
- Giovanni Boccaccio: Fiammetta, übertr. von Sophie Brentano. Insel-Verlag, 1982.[7]